# Vladimir Lebedev
Pour les articles homonymes, voir Lebedev.
Vladimir Lebedev, né le 23 avril 1984, est un skieur acrobatique russe.

## Palmarès
- Jeux olympiques
  -  Médaille de bronze de ski acrobatique aux Jeux olympiques d'hiver de 2006 à Turin

- Coupe du Monde de ski acrobatique
- 1 podium lors de manches de Coupe du Monde